# Museo della Bonifica
Il Museo della Bonifica, anche denominato MUB, è un museo istituito nel 1975 che raccoglie immagini e oggetti riconducibili alla storia della città di San Donà di Piave e alle secolari trasformazioni del territorio circostante.

## Storia
L'edificio nel quale trova sede il Museo della Bonifica è un ex convento per monache clarisse costruito nel 1967. Persa la sua destinazione conventuale, la struttura fu acquistata dal comune di San Donà di Piave nel 1982 per ospitare il museo cittadino. L'idea originaria prevedeva una struttura museale relativa alla civiltà contadina del territorio; il museo nasceva infatti con la denominazione di "Museo delle genti del Veneto e del Basso Piave". 
La duratura collaborazione con il Consorzio di Bonifica Basso Piave avviata già a partire dagli anni settanta, garantì al museo una raccolta significativa di materiale sulla storia della bonifica, tanto che l'amministrazione comunale decise di mutare l'impostazione del museo. La denominazione originaria fu quindi modificata in "Museo della Bonifica". Il museo venne aperto al pubblico nel 1983. Negli anni seguenti la carenza degli spazi espositivi rispetto alla quantità del materiale raccolto impose una serie di lavori di ampliamento della struttura, terminati nel 1998 con l'inaugurazione di una nuova ala.

## Struttura museale
I materiali esposti sono organizzati secondo un criterio espositivo cronologico suddiviso in cinque percorsi tipologici:

- Sezione Archeologica - raccoglie reperti, molti dei quali riferibili all'insediamento dell'antica Heraclia, che documentano la presenza romana e tardoantica nel territorio del Basso Piave;
- Sezione Etnografica - ricostruisce l'ambiente del mondo contadino nel periodo precedente alle grandi bonifiche;
- Sezione Bonifica - illustra la storia degli interventi di bonifica nel Veneto Orientale, avviata alla fine dell'Ottocento e completata nella prima metà del secolo scorso;
- Sezione Bellica - riunisce le testimonianze relative alla prima guerra mondiale;
- Sezione Naturalistica - ricostruisce la situazione ambientale del territorio antecedente alla bonifica per mezzo di diorami, pannelli illustrativi e disegni.

## Biblioteca specializzata
Comprende circa 11 000 volumi inerenti all'agricoltura, alla bonifica, alla storia veneta e alla storia della Grande Guerra. Il nucleo antico è costituito da oltre 200 volumi, tra cui un esemplare del primo atlante italiano, l'Atlante geografico d'Italia, nell'edizione bolognese del 1642.

## Archivi

### Archivio storico comunale
L'archivio storico comunale spazia dal 1918 al 1948 e si tratta della documentazione dell'amministrazione comunale più antica, dal momento che gli archivi precedenti sono andati perduti durante la prima guerra mondiale.

### Archivio "Vittorio Ronchi"
L'archivio nasce dalla donazione della biblioteca privata di Vittorio Ronchi, agronomo, enotecnico e commissario per l'alimentazione presso l'Assemblea Costituente. Rappresenta una fonte molto importante per la ricostruzione di una parte della storia del Novecento: dalla bonifica al problema dell'alimentazione nei periodi bellici e post-bellici, all'emigrazione.

### Archivio "Ottorino Tombolan Fava"
La raccolta è stata donata nel 2002 dal 5º Reggimento Artiglieria C/A "Pescara". Comprende materiali bellici, documenti di archivio relativi al militare Ottorino Tombolan Fava e fotografie.

### Archivio "Giovanni Battista Pitotti"
Si tratta della biblioteca e dell'archivio personale di Giovanni Battista Pitotti che fu tra la fine dell'Ottocento e primi anni del Novecento professore ordinario della cattedra ambulante di agricoltura della provincia di Venezia. Include circa 2800 tra volumi, opuscoli, manoscritti, studi e relazioni scientifiche.

### Archivio cartografico
Raccoglie molte delle carte antiche del territorio realizzate tra il XVI e il XX secolo, tra cui una collezione di carte militari delle Grande Guerra, sia italiane che austroungariche.